# ムーディ郡
座標: 北緯44度01分 西経96度40分 / 北緯44.02度 西経96.67度
ムーディ郡（英: Moody County）は、アメリカ合衆国のサウスダコタ州にある郡。2000年時点の人口は6,595人で、郡庁所在地はフランドルー (Flandreau)。

## 地理
アメリカ合衆国国勢調査局によると、この郡は総面積1,350 km2 (521 mi2) である。このうち1,346 km2 (520 mi2)が陸地で、4 km2 (1 mi2) が川や湖などの水地域である。総面積のうちの0.27%が水地域となっている。

### 郡区
この郡は下記の16郡区から成る。
| - アライアンス (Alliance) - ブリンズモン (Blinsmon) - クレア (Clare) - コールマン (Colman) - イーガン (Egan) - エンタープライズ (Enterprise) - フランドルー (Flandreau) - フレモント (Fremont) | - グローブナ (Grovena) - ジェファーソン (Jefferson) - ローンロック (Lone Rock) - リン (Lynn) - リバービュー (Riverview) - スプリングクリーク (Spring Creek) - ユニオン (Union) - ワード (Ward) |

### 幹線道路
- 州間高速道路29号線
- 州道11号線
- 州道13号線
- 州道32号線
- 州道34号線

### 隣接する郡
- ブルッキングズ郡（北）
- パイプストーン郡 (ミネソタ州)（東）
- ミネハハ郡（南）
- レイク郡（西）

## 人口動静

2000年国勢調査時の郡の人口ピラミッド

2000年の国勢調査によると、ムーディ郡には6,595人、2,526世帯、及び1,763家族が暮らしている。人口密度は5/km2 (13/mi2) で、2/km2 (5/mi2) の平均的な密度に2,745軒の住居が建っている。この郡の人種の構成は白人84.91%、黒人（アフリカ系アメリカ人）0.29%、先住民12.01%、アジア系0.56%、その他の人種0.06%、および混血2.17%で、0.76%の人々がヒスパニックまたはラテン系である。
ムーディ郡に住む2,526世帯のうち、35.60%は18歳未満の子どもと暮らしており、56.70%は夫婦で生活している。8.50%は未婚の女性が世帯主であり、30.20%は家族以外の住人と同居している。26.40%は独居で、全世帯の12.20%は65歳以上の独居老人世帯である。1世帯あたりの平均人数は2.58人であり、家庭の場合は3.12人である。
郡の住民は29.10%が18歳未満の子どもで、18歳以上24歳以下が7.20%、25歳以上44歳以下が26.40%、45歳以上64歳以下が22.30%、および65歳以上が14.90%となっている。平均年齢は37歳である。女性100人に対して男性は99.80人いて、18歳以上の女性100人に対しては男性は97.00人いる。
郡の世帯ごとの平均収入は35,467米ドルで、家族ごとでは41,623米ドルである。男性の27,391米ドルに対して女性は20,472米ドルの平均的な収入がある。この郡の一人当たりの収入 (per capita income) は16,541米ドルである。総人口の9.60%、家族の7.30%は貧困線以下である。18歳未満の子どもの11.40%及び65歳以上の10.90%は貧困線以下の生活を送っている。

## 都市および町
- コールマン (en:Colman, South Dakota)
- イーガン (en:Egan, South Dakota)
- フランドルー (en:Flandreau, South Dakota)
- ローンツリー (Lone Tree)
- トレント (en:Trent, South Dakota)
- ワード (en:Ward, South Dakota)